# Agelasta nigromaculata
Agelasta nigromaculata är en skalbaggsart som beskrevs av Charles Joseph Gahan 1894. Agelasta nigromaculata ingår i släktet Agelasta och familjen långhorningar. Inga underarter finns listade i Catalogue of Life.